# Orthogonia canimacula
Orthogonia canimacula är en fjärilsart som beskrevs av W. Warren 1911. Orthogonia canimacula ingår i släktet Orthogonia och familjen nattflyn. Inga underarter finns listade i Catalogue of Life.